# تشن دونغ (رائد فضاء)
تشن دونغ (بالصينية المبسطة: 陈冬 )‏ (و. 1978  م) هو رائد فضاء صيني، ولد في لويانغ.

## الخدمة العسكرية
خدم في القوات الجوية لجيش التحرير الشعبي الصيني.